# Як я покохала гангстера
«Як я покохала гангстера» (пол. Jak pokochalam gangstera) — кримінальний фільм 2022 року польського режисера Мацея Кавульського (пол. Maciej Kawulski), заснований на реальних подіях. Прем'єра фільму виробництва «Open Mind Production» відбулася на Netflix 12 січня 2022 року (в Польщі — 5 січня). У ролях: Томаш Влосок, Антоній Круліковський, Агнешка Гроховська.
Невідома жінка розповідає історію зльоту і падіння одного з найнебезпечніших польських гангстерів Нікоша (Нікодема) Скотарчака.

## Акторський склад
- Томаш Влосок — Нікош Скотарчак
- Алекс Курдзілевич — Нікодем в юності
- Антоній Круліковський — «Комо»
- Агнешка Гроховська — «Чорна» Мілена
- Магдалена Лампарська — Галина Островська
- Кристина Янда — Рита
- Клаудіуш Кауфман — Карл
- Ерік Любош — «Клекс»
- Себастьян Фабіянський — «Сільвіо»
- Юлія Вєнява-Наркевич — Нікіта
- Миколай Кубацький — Пйотр Камч
- Давид Огродник — «Першинг» Анджей Коликовський
- Кароль Бернацький — «Бартон»
- Януш Чабіор — «Волхв»
- Нікодем Чабіор — «Волхв» у 1970-ті
- Аніта Піддебняк — мати Нікодема
- Анджей Мусіал — батько Нікодема
- Рафал Мор — «Ласкавий» Роман